# Antonio Sampietro
Antonio Sampietro Casarramona (Barcelona, 30 de marzo de 1949) es un expolítico del GIL. Fue presidente de la ciudad autónoma de Ceuta de 1999 a 2001.

## Biografía
Sampietro nació en Barcelona, el 30 de marzo de 1949. En su juventud fue practicante de pentatlón moderno. Se trasladó a la Costa del Sol en los años ochenta, en donde estuvo envuelto en el mundo del negocio inmobiliario marbellí.
Fue uno de los fundadores del Grupo Independiente Liberal (GIL), el partido político presidido por el empresario Jesús Gil, que gobernó la ciudad de Marbella durante más de diez años. Fue concejal del Ayuntamiento de Marbella durante la primera legislatura de Gil, en la que desempeñó los cargos de concejal de Urbanismo y Vivienda, teniente de alcalde de San Pedro de Alcántara, y diputado provincial. Posteriormente abandonó el ayuntamiento, alegando desavenencias con "gente del entorno del alcalde". Años después, durante un juicio por el "Caso Saqueo", una de las muchas tramas de corrupción que se gestaron durante el gobierno del GIL en Marbella, en el cual fue absuelto, declaró que en realidad fue el propio Jesús Gil quien le invitó a marcharse del consistorio por negarse a «cosas que se pedían». De 1997 a 1999 fue coordinador general del GIL.
Se presentó como cabeza de lista del GIL a las elecciones a la Asamblea de Ceuta de 1999. Obtuvo 12 diputados, 4 más que el PP, por lo que el GIL se convirtió en primera fuerza política ceutí. Sin embargo, un pacto entre el PP, el PSOE, y el PDSC impidió que Sampietro ascendiera a la presidencia, manteniéndose en el cargo el popular Jesús Cayetano Fortes Ramos.
Poco después, en agosto de 1999, prosperó una moción de censura contra Fortes Ramos gracias al apoyo de una diputada tránsfuga del PSOE, gracias a la cual Sampietro logró, finalmente, hacerse con la presidencia de Ceuta.
Tras casi dos años de mandato, tuvo lugar una nueva moción de censura en 2001, esta vez debido a una tránsfuga del propio partido de gobierno, el GIL. De esta forma, Sampietro fue desalojado de la presidencia, que pasó al popular Juan Jesús Vivas, el cual se ha mantenido en el cargo hasta hoy.
Desde entonces Sampietro vive mayoritariamente alejado de la política activa. En 2002 presentó, junto a otros antiguos gilistas, el Partido Reformista Independiente de Marbella y San Pedro (PRIMSP), una candidatura que buscaba desalojar al que fuera su partido, el GIL, de la alcaldía de Marbella, sin éxito. Durante 2003 ejerció como asesor del Partido Barbateño Unido (PBU). En 2011 fue señalado como un posible candidato a liderar la implantación del partido Plataforma per Catalunya (PxC) en Andalucía.